# Benjamim Ucuahamba
Benjamin Ucuahamba, né le 27 avril 1965 à Luanda, en Angola, est un joueur angolais de basket-ball, évoluant au poste de meneur. 